# Equisetum palustre
Equisetum palustre, comúnmente conocido como cola de caballo de los pantanos, es una especie herbácea perenne perteneciente al género Equisetum, dentro de la familia Equisetsceae. Se distribuye por el hemisferio norte.

## Descripción

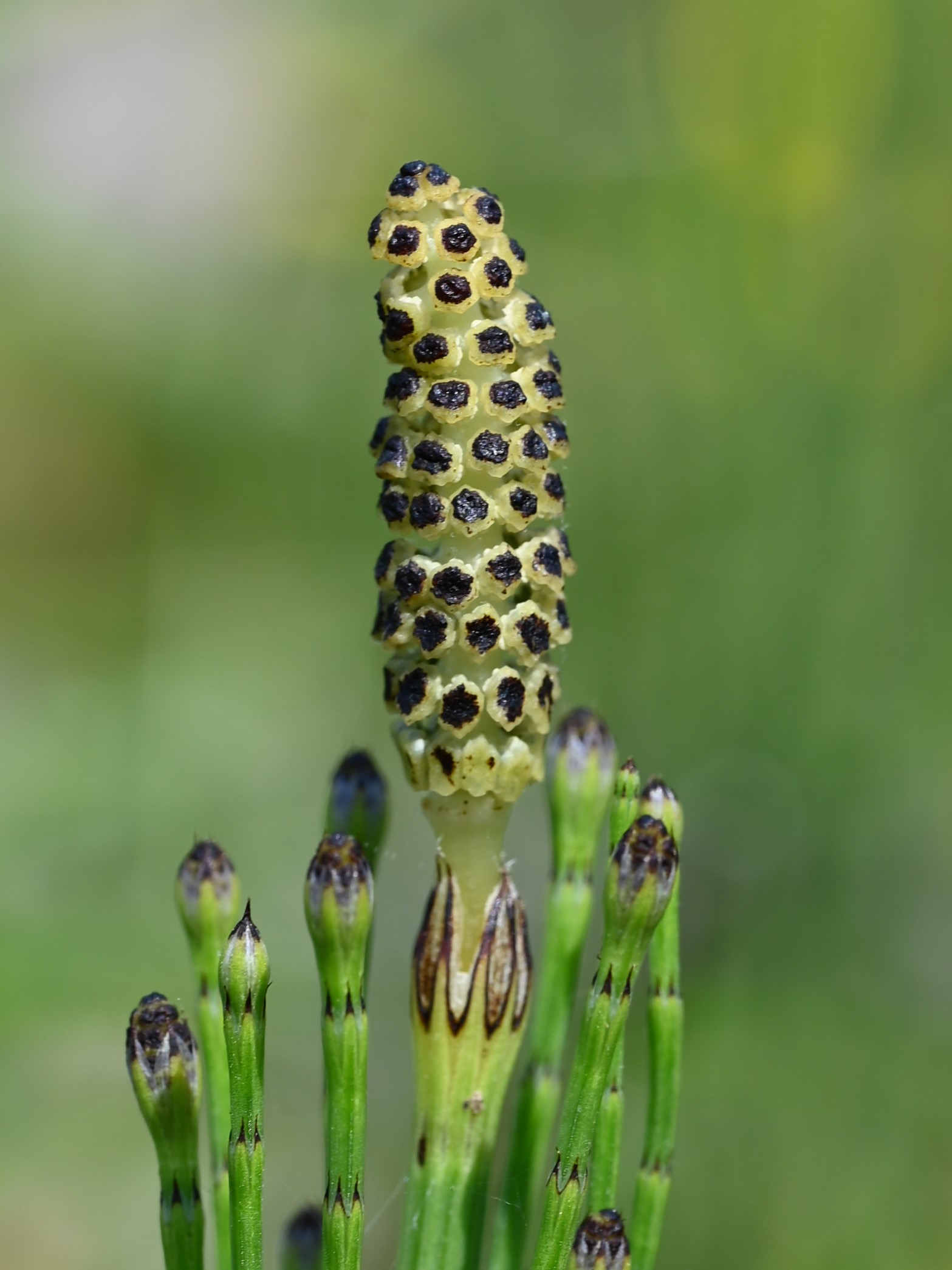
Estróbilo

Equisetum palustre tiene un rizoma subterráneo del que nacen tallos aéreos de hasta 60 cm escasamente ramificados, lisos o poco ásperos, estriados y verdes. 

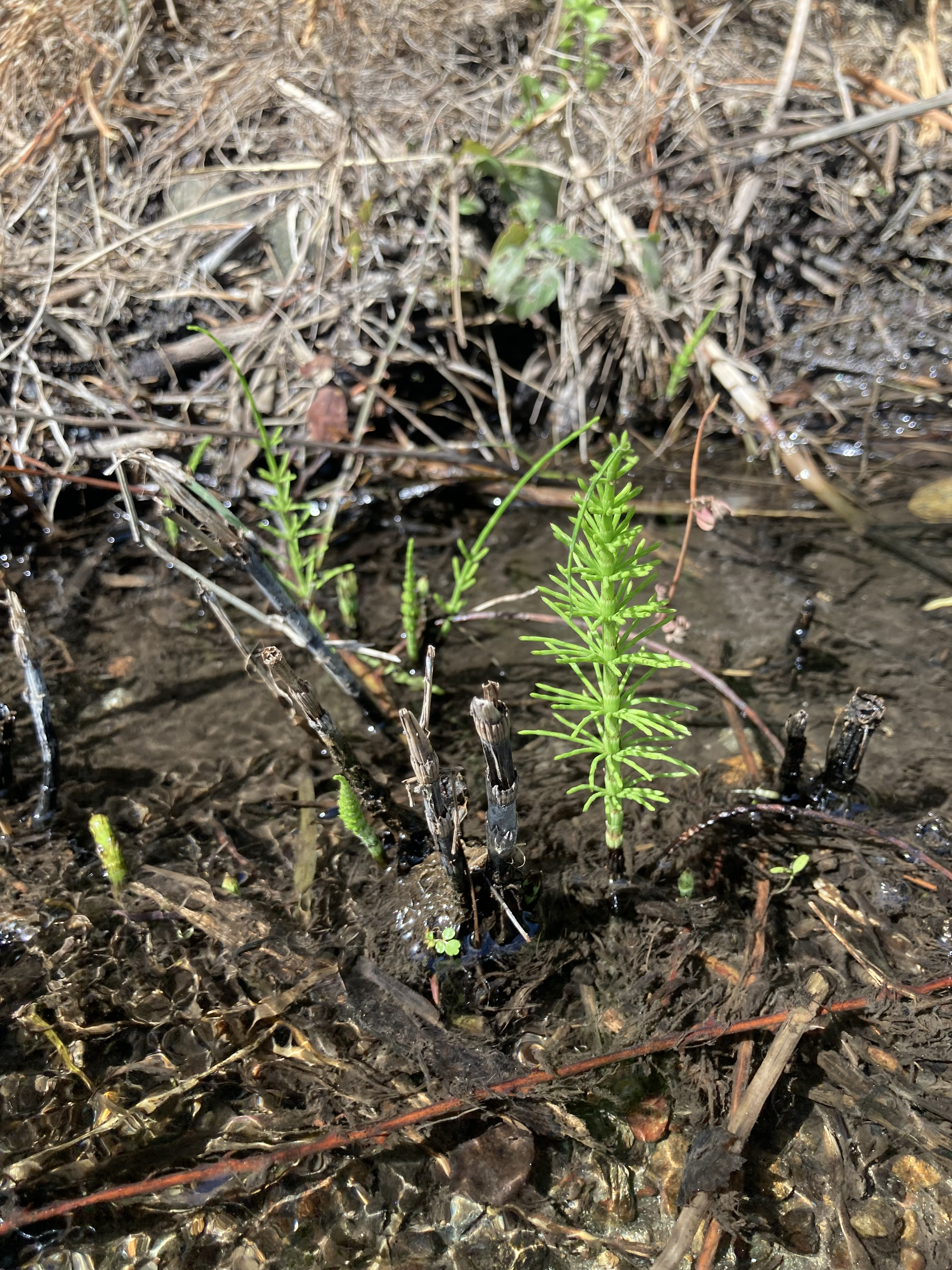
Plántula en crecimiento

Al contrario de otras especies de Equisetum, sólo hace un tipo de tallos, (no hay tallos fértiles y estériles diferenciados), y rodeando cada nudo hay una vaina con dientes apicales agudas y oscuras. Al final de los tallos se encuentra el estróbilo, obtuso y de hasta 3 cm, dentro del cual están los esporangios.

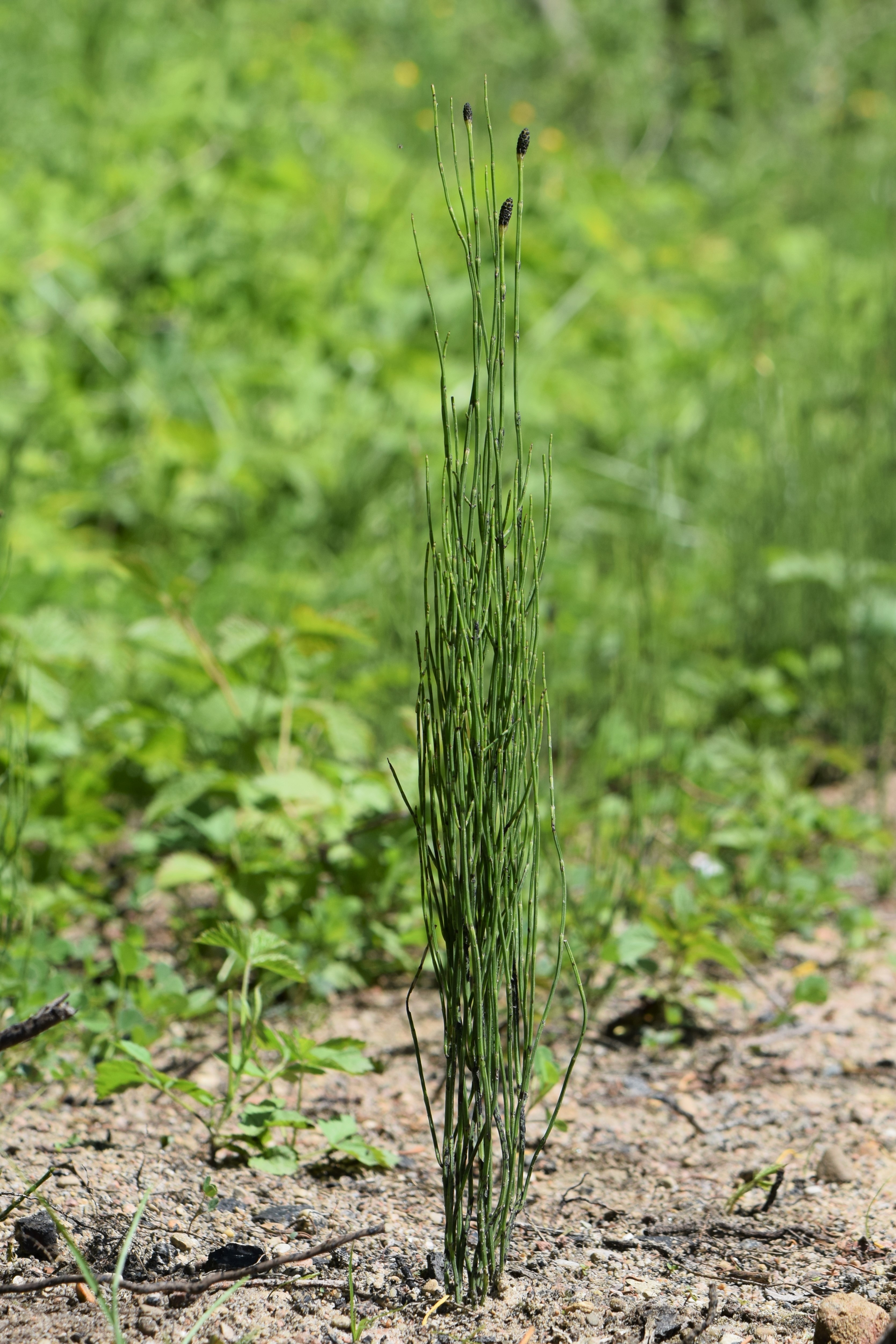
Porte de la planta

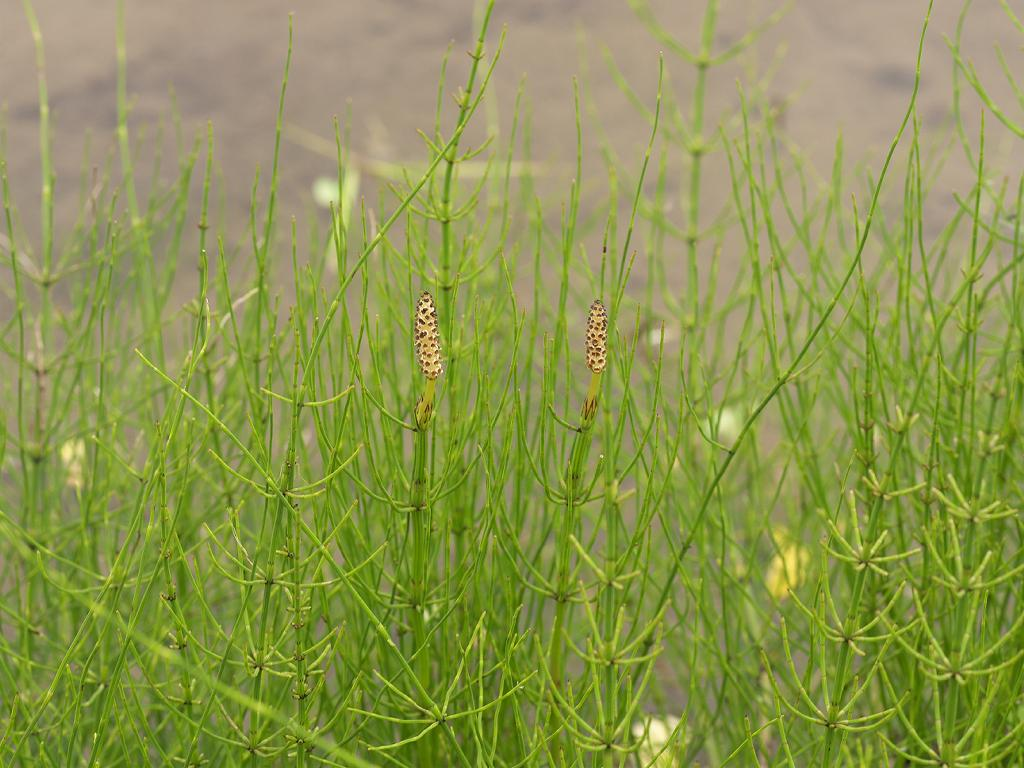
Hábitat natural

Las esporas se propagan por el viento (anemocoria) y tienen cuatro estructuras largas en forma de cinta adheridas a ellas.

## Distribución y hábitat

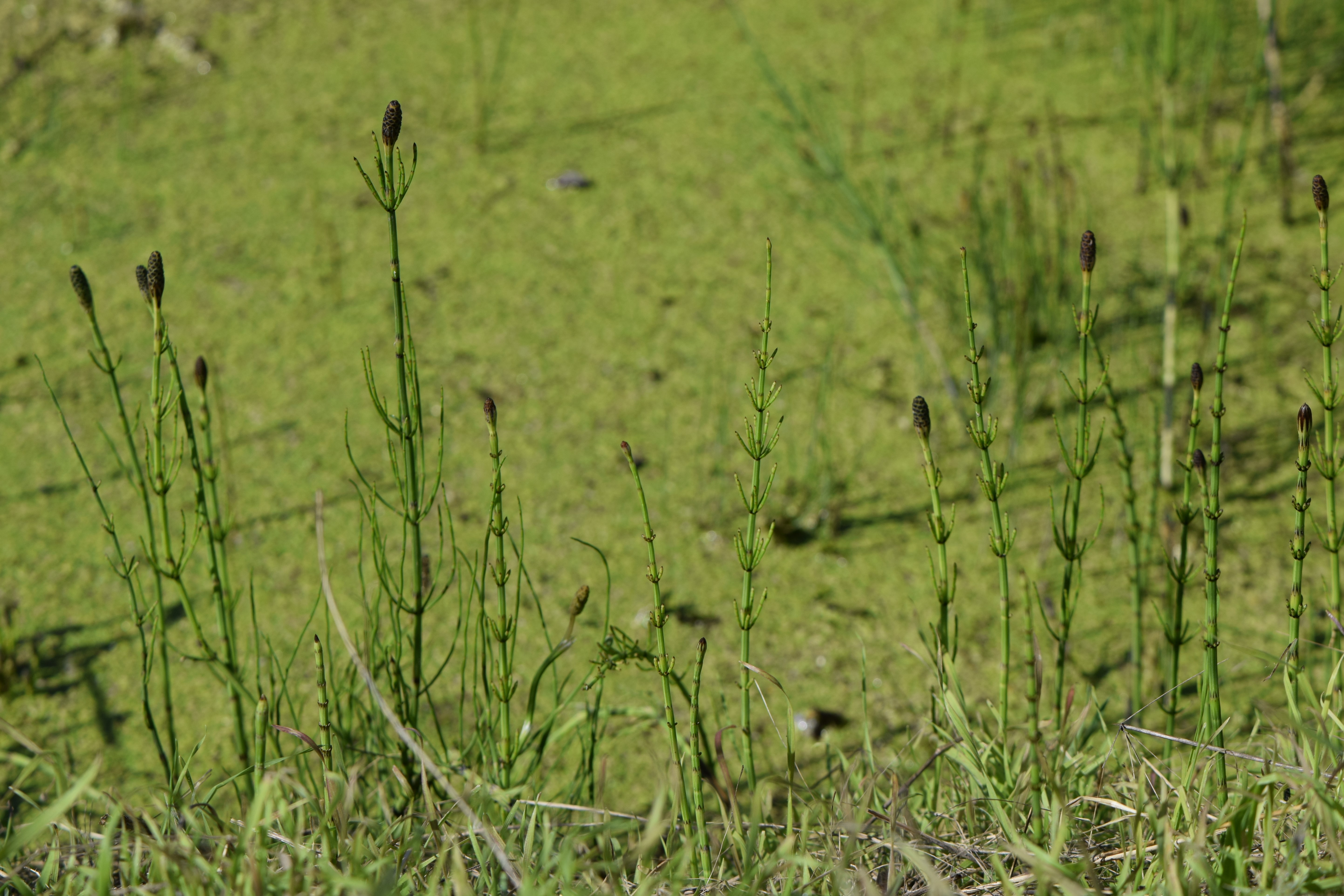
Planta en su hábitat

Su área de distribución nativa de esta especie es el hemisferio Norte. De hecho, está muy extendida en las regiones más frías de Eurasia y América del Norte, principalmente en el bioma templado.

## Taxonomía
Equisetum palustre fue descrito por el botánico sueco Carl Nilsson Linnæus y publicada por primera vez en el libro Species Plantarum: 1061 en 1753.
Etimología
- Equisetum: nombre genérico que proviene de la combinación de dos términos latinos: equus (que significa 'caballo') y seta (que significa 'cabello o pelo'), haciendo referencia a que la apariencia de los tallos segmentados de las especies de este género recuerdan a una cola de caballo.
- palustre: epíteto específico que deriva del latín paluster, que significa 'de los pantanos' o 'de los lugares húmedos', haciendo referencia a que estas plantas se encuentra comúnmente en hábitats húmedos, como marismas, pantanos y orillas de cuerpos de agua.[4]

Sinonimia
- Equisetum arenarium Opiz, 1819
- Equisetum aquatile Scheller, 1789
- Equisetum hybridum Huter, 1908
- Equisetum limosum var. minus Roth, 1788
- Equisetum nodosum Hoppe, 1794
- Equisetum palustre var. americanum Vict., 1927
- Equisetum palustre var. aphyllum Lej., 1836
- Equisetum palustre subvar. apiculatum Coss. & Germ., 1861
- Equisetum palustre var. apiculatum (Coss. & Germ.) Rouy, 1913
- Equisetum palustre f. arcuatum (Milde) Asch., 1864
- Equisetum palustre var. arcuatum Milde, 1858
- Equisetum palustre var. collinum-tenerrimum Schur, 1857
- Equisetum palustre f. fluitans Vict., 1927
- Equisetum palustre var. japonicum Nakai, 1925
- Equisetum palustre var. leptostachyum Wallr., 1831
- Equisetum palustre f. luxurians Vict., 1927
- Equisetum palustre var. membranaceum Lej., 1836
- Equisetum palustre f. microstachyum (Schur) Kaulf., 1898
- Equisetum palustre var. microstachyum Schur, 1857
- Equisetum palustre var. nanum Milde, 1864
- Equisetum palustre f. nigridens (H.St.John) Vict., 1927
- Equisetum palustre var. nigridens H.St.John, 1922
- Equisetum palustre f. nudum Asch., 1864
- Equisetum palustre var. nudum Duby, 1828
- Equisetum palustre var. nudum Opiz, 1819
- Equisetum palustre var. paludosum Schur, 1857
- Equisetum palustre var. polystachion Gray, 1821 publ. 1822
- Equisetum palustre var. polystachyum A.Braun & Engelm., 1844
- Equisetum palustre var. polystachyum Weigel, 1769
- Equisetum palustre var. prostratum Brause, 1914
- Equisetum palustre f. prostratum Asch., 1864
- Equisetum palustre f. ramosissimum (M.Peck) M.Broun, 1938
- Equisetum palustre var. ramosissimum M.Peck, 1873
- Equisetum palustre var. ramosum Opiz, 1819
- Equisetum palustre var. ramulosum Milde, 1867
- Equisetum palustre var. simplex Rupr., 1845
- Equisetum palustre f. simplex (Rupr.) Milde, 1858
- Equisetum palustre var. simplicissimum A.Braun & Engelm., 1844
- Equisetum palustre var. szechuanense C.N.Page, 1974
- Equisetum palustre f. tenue (Döll) M.Broun, 1938
- Equisetum palustre var. tenue Döll, 1843
- Equisetum palustre var. tenuissimum Gray, 1821 publ. 1822
- Equisetum palustre f. verticillatum Milde, 1858
- Equisetum palustre f. wachteri Ooststr., 1848
- Presla palustris (L.) Dulac, 1867
- Equisetum torgesianum Rothm, 1944
- Equisetum tuberosum Hectot ex DC., 1815
- Equisetum veronense Pollini, 1824

## Estado de conservación
En la Lista Roja de Especies Amenazadas de la UICN, la especie está clasificada como de “Preocupación Menor (LC)”.